# Nuclearia
Genre
Nuclearia est un genre d'amibes holomycètes de la famille des Nucleariidae à filaments pseudopodes.

## Systématique
Le genre Nuclearia a été créé en 1865 par le bactériologiste polono-russe Lev Tsenkovsky (d) (1822-1887),.

## Liste des espèces
Selon NCBI (1 septembre 2022) :
- Nuclearia delicatula Cienkowski, 1865
- Nuclearia moebiusi Frenzel, 1897
- Nuclearia pattersoni Dykova, Veverkova, Fiala, Machackova & Peckova, 2003
- Nuclearia simplex Cienkowski, 1865
- Nuclearia thermophila Yoshida, Nakayama & Inouye, 2009

## Publication originale
- (de) L. Cienkowski, « Beiträge zur Kenntniss der Monaden », Archiv für Mikroskopische Anatomie, Berlin, vol. 1, no 1,‎ décembre 1865, p. 203-232 (ISSN 0176-7364, OCLC 6201139, DOI 10.1007/BF02961414, lire en ligne).